# エセックス郡 (ニューヨーク州)
エセックス郡（英: Essex County）は、アメリカ合衆国ニューヨーク州の北東部に位置する郡である。2010年国勢調査での人口は39,370人であり、2000年の38,851 人から1.3%増加した。郡庁所在地はハムレット（法人化されていない小集落）であるエリザベスタウンであり、同郡で人口最大の自治体はノースエルバ町（人口8,957人）である。郡名はイングランドのエセックスから採られた。エセックス郡はハミルトン郡と共にアディロンダック公園の中に全体が入っている。

## 歴史
1683年にニューヨーク植民地で郡が作られたとき、現在のエセックス郡地域はオールバニ郡に属していた。これは巨大な郡であり、ニューヨーク州北部とバーモント州の全てを含んでおり、さらに理論的には西の太平洋岸まで広がっていた。1766年7月3日に、カンバーランド郡を分離し、1770年3月16日にグロスター郡を分離したが、どちらも現在はバーモント州に含まれている。1772年3月12日、オールバニ郡が3分割され、オールバニ郡はその名で残り、1つは東部が入ったシャーロット郡、もう1つは西部のトライアン郡となった。
1784年、シャーロット郡がワシントン郡に改名された。これはアメリカ独立戦争時の司令官であり後に初代アメリカ合衆国大統領になったジョージ・ワシントンを称えるものだった。
1788年ワシントン郡からクリントン郡が分離設立された。このクリントン郡は現在よりもかなり大きかった。
1799年、クリントン郡からエセックス郡が分離設立された。
郡内のレイクプラシッドでは、1932年と1980年の2度、冬季オリンピックが開催された。

## 地理
エセックス郡はニューヨーク州北東部にあり、州東部州境に沿ってバーモント州に接している。エセックス郡の東部境界はシャンプレーン湖であり、この湖がニューヨーク州とバーモント州の州境になっている。郡内最高地点はキーンの町にあるマーシー山であり、標高は5,344フィート (1,629 m) である。
オーセイブル川が北郡境の大半を構成している。
アメリカ合衆国国勢調査局に拠れば、郡域全面積は1,916平方マイル (4,962.4 km2)であり、このうち陸地1,797平方マイル (4,654.2 km2)、水域は120平方マイル (310.8 km2)で水域率は6.25%である。

### 空港
郡内には次の公共用途空港がある
- レイクプラシッド空港 (LKP) – レイクプラシッド
- マーシー飛行場 (1I1) – キーン
- スクルーンレイク空港 (4B7) – スクルーンレイク
- タイコンデロガ市民空港 (4B6) – タイコンデロガ

### 隣接する郡
- クリントン郡 - 北
- チッテンデン郡 (バーモント州) - 北東
- アディソン郡 (バーモント州) - 東
- ワシントン郡 - 南東
- ウォーレン郡 - 南
- ハミルトン郡 - 南西
- フランクリン郡 - 北西

## 人口動態
以下は2000年国勢調査による人口統計データである。
| 基礎データ - 人口: 38,851 人 - 世帯数: 15,028 世帯 - 家族数: 9,828 家族 - 人口密度: 8人/km2（22人/mi2） - 住居数: 23,115 軒 - 住居密度: 5軒/km2（13軒/mi2） 人種別人口構成（2008年時点） - 白人: 94.84% - アフリカン・アメリカン: 2.81% - ネイティブ・アメリカン: 0.31% - アジア人: 0.41% - 太平洋諸島系: 0.07% - その他の人種: 0.69% - 混血: 0.86% - ヒスパニック・ラテン系: 2.19% 先祖による構成 - フランス系：22.0% - アイルランド系：16.3% - イギリス系：13.0% - ドイツ系：8.6% - アメリカ人：7.1% - イタリア系：6.2% 言語による構成 - 英語：95.2% - スペイン語：2.2% - フランス語：1.3% | 年齢別人口構成 - 18歳未満: 22.8% - 18-24歳: 6.9% - 25-44歳: 29.8% - 45-64歳: 24.5% - 65歳以上: 16.0% - 年齢の中央値: 39歳 - 性比（女性100人あたり男性の人口） - 総人口: 107.6 - 18歳以上: 108.6 世帯と家族（対世帯数） - 18歳未満の子供がいる: 29.2% - 結婚・同居している夫婦: 52.2% - 未婚・離婚・死別女性が世帯主: 8.9% - 非家族世帯: 34.6% - 単身世帯: 28.3% - 65歳以上の老人1人暮らし: 12.6% - 平均構成人数 - 世帯: 2.39人 - 家族: 2.93人 収入と家計 - 収入の中央値 - 世帯: 34,823米ドル - 家族: 41,927米ドル - 性別 - 男性: 30,952米ドル - 女性: 22,205米ドル - 人口1人あたり収入: 18,194米ドル - 貧困線以下 - 対人口: 11.6% - 対家族数: 7.8% - 18歳未満: 14.5% - 65歳以上: 8.6% |

## 都市と町
- ブルーミングデール（ハムレット）
- チェスターフィールド町
- クラウンポイント町
- エリザベスタウン町

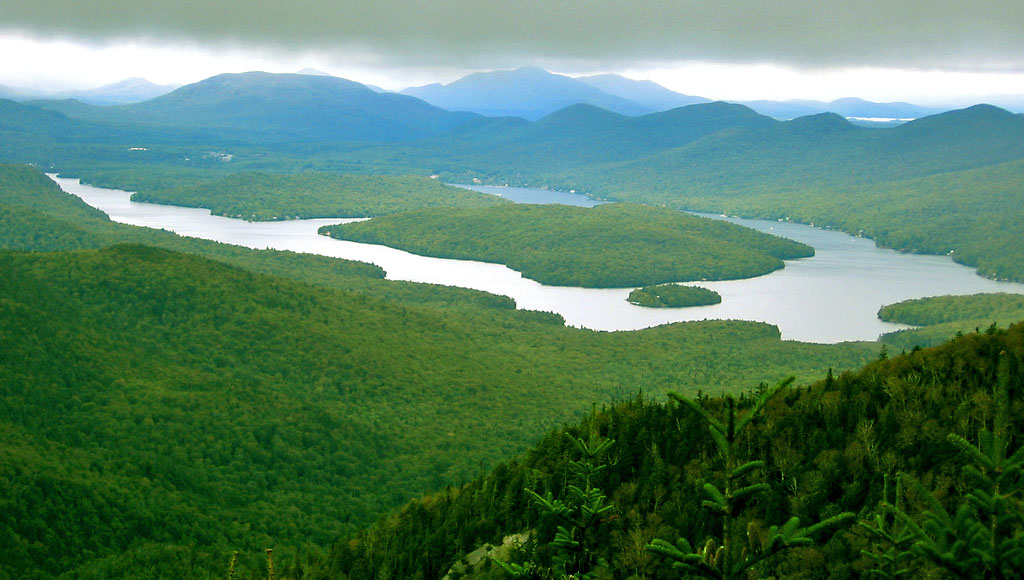
プラシッド湖

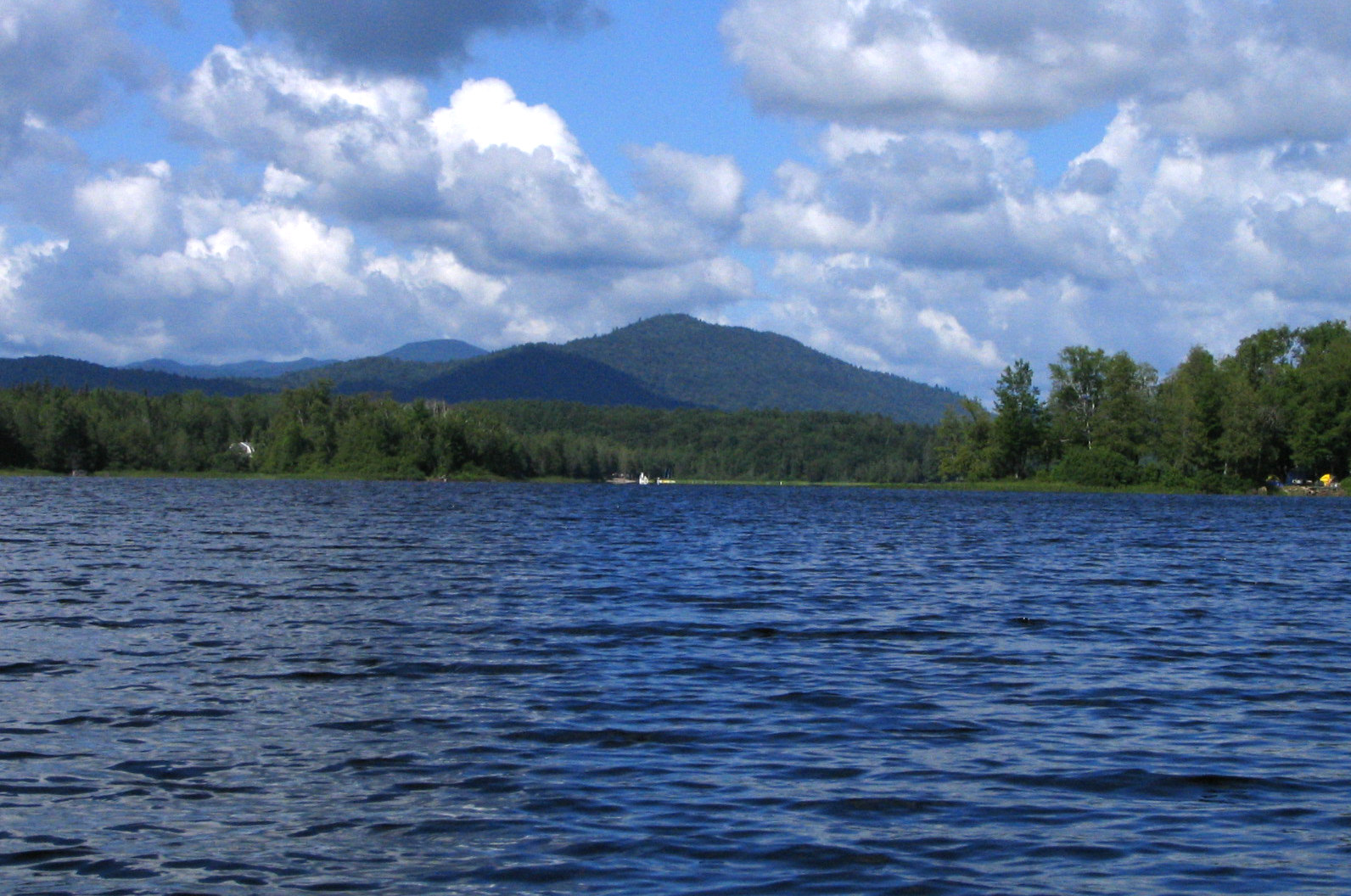
ニューカムのハリス湖

- エリザベスタウン（ハムレット） - 郡庁所在地
- エセックス町
- ジェイ町
- キーン町
- キーズビル村
- レイクプラシッド村
- ルイス町
- ミナーバ町
- モリア町
- ニューカム町
- ノースエルバ町
- ノースハドソン町
- オルムステッドビル（ハムレット）
- ポートヘンリー村
- サラナックレイク村
- スクルーン町
- セントアーマンド町
- タイコンデロガ町
- タイコンデロガ（ハムレット）

- ウェストポート町
- ウィルスボロ町
- ウィルミントン町

## 教育

### 高等教育機関
- ノースカントリー・コミュニティカレッジ

### 私立学校
- マウンテンレイク・アカデミー
- ナショナル・スポーツ・アカデミー
- ノースカントリー学校
- ノースウッド学校
- セントアグネス学校

## 著名な出身者
- ジェームズ・レンウィック・ジュニア（1818年-1895年）、19世紀の建築家、ブルーミングデール生まれ